# ルシア・ドス・サントス
ルシア・デ・ジェズス・ドス・サントス（Lúcia de Jesus dos Santos　1907年3月22日－2005年2月13日）は、ポルトガルのファティマにおける聖母出現の目撃者の一人で、カトリックの修道女（カルメル会）。ルシアは3人の目撃者の中で唯一、長命であった。

## 生涯
ルシアはカトリック信者である両親のもと、ファティマで生まれる。ルシアが最初に不思議な経験をし始めるのが1915年4月から10月にかけてのことである。友人と一緒に遊んでいるときに天使を幻視する。その後、1917年5月13日の日曜日。従兄妹であるフランシスコ・マルトとジャシンタの兄妹と一緒に羊の番をしているときに3人の前に『聖母』が現れた。その『聖母』は3人の子供たちに予言を残し消えていった。それから毎月13日にかけて聖母は現れた。（ファティマの聖母）
聖母の予言通り、フランシスコは1919年4月4日、ジャシンタは1920年2月20日に流行の病でそれぞれこの世を去る。ルシアはドロテア(Doroteia)修道会に入り、カトリックの修道女となる。1948年、カルメル会に入会する。1981年、教皇ヨハネ・パウロ2世が銃撃され、一命をとりとめたのは、ファティマの聖母の記念日である5月13日であった。回復後、教皇は摘出された弾丸を聖地となったファティマに奉納し、2000年にフランシスコ、ジャシンタ兄妹を列福した。また、ルシアは後年ヨハネ・パウロ2世と会っている。ルシアは2005年2月13日に死去した。
『聖母』が残した予言の中で3つが有名で、1つ目が第一次世界大戦の終結、2つ目がロシア帝国の崩壊と共産主義の台頭、3つ目が「第3の秘密」である。長年の間バチカンによって封印されてきた。2000年6月、教皇庁は教皇ヨハネ・パウロ2世の決定により、ファティマ第3のメッセージを正式に発表した。

## 死後
彼女の死後3年が経過して、2008年2月13日には教皇ベネディクト16世が彼女の列福調査の開始を許可した。通常、列福調査は該当者の死後5年経過しないと始まらないが、教皇はルシア修道女に関して特別に免除した。早期列福の調査は前教皇ヨハネ・パウロ2世、マザー・テレサに次ぐものとなる。
2023年6月22日、教皇フランシスコはルシア修道女の英雄的徳を認め、「尊者」の敬称を受ける事を教皇庁列聖省が発表した。